# サモエード人

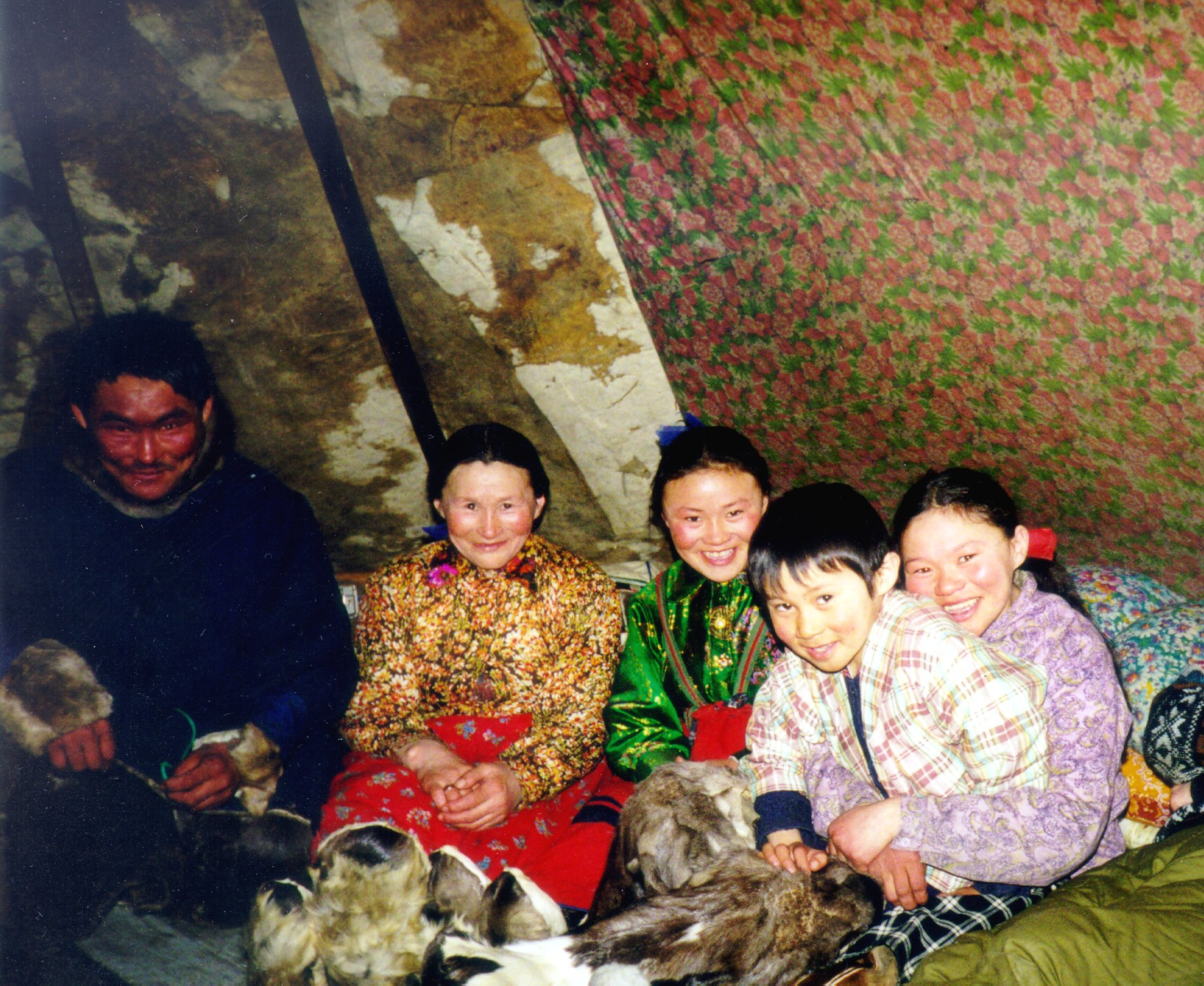
ネネツ人の家族

サモエード人（サモエードじん）またはサモイェード（露: Самоди́йцы, самое́ды, ロシア語ラテン翻字: Samodijtsi, samoedy）とは、ロシア連邦北部のツンドラ地帯に住みサモエード諸語を話す先住民族の総称。人種的にはモンゴロイドに属する。

## 概要
その原住地についてはウラル山脈東部、アルタイ山脈付近以西、サヤン山脈などの説がある。言語学的にはウラル語族サモエード語派に属し、ウラルからロシア北部を中心とするフィン・ウゴル語派と関係がある。
主に北極海に近いネネツ自治管区とノヴァヤゼムリャ（ヨーロッパロシア北東部）、ヤマロ・ネネツ自治管区とタイミル自治管区（シベリア北西部）に住む。
その中でもネネツ人の人口が特に多く4万人ほどいるが、他の各民族は数十人から千人程度の規模とみられる。生活様式としてはトナカイ牧畜のほか、狩猟、漁労がある。宗教は正教、古来のシャーマニズムなど。
しかし、ロシア語の「サモ」と「エード」の言葉の意味の組み合わせは、自己＋食べる者　と連想され、つまり「人肉を食べる人」という見方があった。そのため「サモエード」には、差別的、軽蔑的な意味を含むとされ、20世紀に入り、この呼称は使用されなくなり、代わりに「人」を意味する「ネネツ」と呼称されるようになった（これはサーミ人の「ラップ人」の経緯と共通している）。

## 言語系統
言語の違いから次のように分けられる
- 北部サモエード
  - ガナサン人
  - ネネツ人
  - エネツ人
  - ユラツ人（民族としては消滅）
- 南部サモエード
  - セリクプ人（オスチャーク・サモエード人）
  - カマシン人（カマス人：民族としては消滅。カマス語）
  - マトル人（フランス語版）（モトル人：民族としては消滅）

- 北部サモエードはカニン半島からタイミル半島におよぶ広大な地域に住んでいる。ユラツ人のみがツングース系のエヴェンキ族と同化したため民族としては消滅した。
- 南部サモエードはかつてオビ川・エニセイ川流域のミヌシンスク盆地からサヤン山脈付近にまでいたが、ある時点でネネツ人の一派とともにテュルク系（ヤクートなど）またはモンゴル系と同化し、セリクプ人を除いて民族としては消滅した。また、カマシン人は近年まで少人数で存在したが、ロシア人に同化して民族としては消滅した。
- かつてモンゴル高原北部から東南シベリアのバイカル湖畔地域にあるセレンゲ流域にかけて割拠したメルキト人は、起源的には南サモエードの系統をひくものと思われ、後にテュルク化し、さらにモンゴル化したものと思われる[2]。

## 遺伝子
サモエード人はウラル系Y染色体ハプログループNが約9割の高頻度にみられる。特にN1a2系統が高頻度である（フィン・ウゴル系はN1a1系統）。ただし、セリクプ人はケット人に多いQ系統が67%も見られることから、かつてはエニセイ語族に属す言語を話していたと考えられる。